# Karlsruhe (regiune)
Karlsruhe este una dintre cele patru regiuni administrative, numite în germană Regierungsbezirk, ale landului Baden-Württemberg, Germania. Este localizată în partea de nord-vest a landului.
Subîmpărțire:
| Districte rurale Landkreis                                                                | Orașe cu statut de district urban kreisfreie Stadt                 |
| ----------------------------------------------------------------------------------------- | ------------------------------------------------------------------ |
| 1. Calw 2. Enz 3. Freudenstadt 4. Karlsruhe 5. Neckar-Odenwald 6. Rastatt 7. Rhein-Neckar | 1. Baden-Baden 2. Heidelberg 3. Karlsruhe 4. Mannheim 5. Pforzheim |